# Creissels
 Creissels  (en occitano Creissèls) es una población y comuna francesa, situada en la región de Mediodía-Pirineos, departamento de Aveyron, en el distrito de Millau y cantón de Millau-Ouest.

## Demografía
| 837 | 936 | 1291 | 1326 | 1401 | 1501 |
| Para los censos de 1962 a 1999 la población legal corresponde a la población sin duplicidades (Fuente: INSEE [Consultar]) |     |      |      |      |      |